# Mansholt-Plan
Der Mansholt-Plan war ein Konzept für die Gemeinsame Agrarpolitik der Europäischen Wirtschaftsgemeinschaft, das der damalige Agrarkommissar und Vizepräsident der Kommission Sicco Mansholt im Jahr 1968 präsentierte. Der Plan sah umfassende Rationalisierungsmaßnahmen in der europäischen Landwirtschaft, die Bildung größerer Wirtschaftseinheiten und die schrittweise Einstellung sämtlicher Subventionen vor. Heftige Widerstände seitens der europäischen Regierungen und der Bauernverbände führten dazu, dass der Mansholt-Plan in seiner ursprünglichen Form nicht umgesetzt wurde.

## Hintergrund
Zwischen 1962 und 1968 wurden in der Europäischen Wirtschaftsgemeinschaft Agrarsubventionen in der Höhe von über 20,7 Millionen D-Mark ausbezahlt, überwiegend in der Form von Exportförderungen und garantierten Mindestpreisen. Die Überproduktion an Lebensmitteln führte erstmals zum Phänomen der „Butterberge“. Mansholt selbst betonte die Dringlichkeit einer Neuausrichtung der Agrarpolitik: „Wenn wir jetzt nichts tun, fließt uns spätestens 1970 die Butter auf die Straße.“
Der Mansholt-Plan war das Ergebnis einer Arbeitsgruppe von Beamten der Kommission, die sich zu regelmäßigen Sitzungen in Luxemburg trafen; das Konzept wurde unter der Aktenzahl COM(68)/1000 im Dezember 1968 den EWG-Staaten vorgelegt. Das vorgelegte Papier bestand aus sechs Abschnitten, wovon der Abschnitt A unter dem Titel Memorandum über die Reform der Landwirtschaft in der Europäischen Wirtschaftsgemeinschaft als eigentlicher Kern des Mansholt-Planes zu betrachten ist. Die darin enthaltenen Forderungen waren recht allgemein gehalten. Der Plan war zunächst nur als Diskussionsgrundlage gedacht, welche ein generelles Bekenntnis zu Reformen hervorrufen sollte; Einzelheiten sollten noch nachverhandelt werden.

## Inhalt
Im Mansholt-Papier wurde die Halbierung der Beschäftigtenzahl in der europäischen Landwirtschaft bis zum Jahr 1980 als Ziel definiert. Vier Millionen Bauern, Landarbeiter und Familienangehörige sollten eine staatliche Pension erhalten, wenn sie ihre Betriebe aufgaben; eine Million sollte durch Umschulungsmaßnahmen für die Arbeit in anderen Wirtschaftssektoren qualifiziert werden. 1980 sollten so nur noch 6 Prozent aller Beschäftigten in der EWG im Agrarbereich tätig sein (für 1970 rechnete man noch mit einem Anteil von 13 Prozent). Diese Maßnahme sollte einerseits die Überalterung der Bauernschaft reduzieren und andererseits über 20 Millionen Hektar Grund und Boden verfügbar machen. 5 Millionen Hektar sollten stillgelegt werden, weitere 4 Millionen aufgeforstet, die übrigen Flächen sollten von größeren, rationeller arbeitenden Betrieben bewirtschaftet werden. Den damals bereits beobachteten Trend hin zur Nebenerwerbslandwirtschaft betrachtete Mansholt lediglich als Phänomen des Übergangs, welches durch den Prozess der Schaffung leistungsfähiger Großbetriebe mit der Zeit wieder verschwinden würde.
Der Kurs einer forcierten Modernisierung, den der Mansholt-Plan verfolgte, wird auch an der Frage der Betriebsgröße sichtbar: Zur damaligen Zeit betrug die durchschnittliche Wirtschaftsfläche eines Bauern in der EWG 11 Hektar; diese sollte auf 80 bis 100 Hektar erhöht werden. Dies sollte durch gezielte strukturpolitische Maßnahmen erreicht werden: Künftig, so der Plan, seien Subventionen nur noch an kompetitive Betriebe zu vergeben. Beispielsweise sollten Bauern, die Milchwirtschaft mit weniger als 60 Kühen betrieben, künftig keine Zuschüsse mehr erhalten. Die Agrarpreispolitik der EWG habe sich ausschließlich an Kosten und Bedarf zu orientieren und somit der Marktlogik zu folgen. Das Leitbild des „bäuerlichen Familienbetriebes“ sollte durch die eher technokratisch ausgerichteten Begriffe der „Produktionseinheit“ und des „modernen landwirtschaftlichen Unternehmens“ ersetzt werden; die sozialpolitische Komponente der Preispolitik würde wegfallen. Die Rationalisierung in der Produktion würde festgelegte Preise mittelfristig überflüssig machen und die Preise für die Konsumenten tendenziell senken.

## Rezeption
Mansholts Vorschläge wurden gerade in Deutschland, das im EWG-Vergleich die höchsten Preise für Lebensmittel und andere Agrarprodukte aufwies, schärfstens zurückgewiesen; auch der Zeitpunkt der Veröffentlichung im Wahlkampf für die Bundestagswahl 1969 war ungünstig. Der Vorsitzende der CSU-Landesgruppe im Bundestag, Richard Stücklen etwa sagte: „Nicht fünf Millionen Bauern sind zuviel, sondern ein Vizepräsident in Brüssel.“ Bundeskanzler Kurt Georg Kiesinger erklärte lediglich, der Mansholt-Plan werde als Diskussionsgrundlage ernst genommen und werde von allen Seiten – auch der Bauernschaft – geprüft. Man müsse jedoch auch mögliche Alternativen im Blick behalten.
Die heftigen Proteste der Bauernschaft in allen Mitgliedsstaaten der EWG – in Brüssel wurden mehrfach bewaffnete Polizeikräfte aufgeboten, um Sicco Mansholt vor Übergriffen gewaltbereiter Demonstranten zu schützen – führte schließlich dazu, dass der Mansholt-Plan praktisch „beerdigt“ wurde; die strukturpolitischen Richtlinien, auf die man sich im Mai 1971 einigte, enthielten nur noch wenig von der ursprünglichen Intention des Kommissars. Allerdings kann der Mansholt-Plan als Vorläufer späterer Reformmaßnahmen (z. B. Agenda 2000) verstanden werden, die ebenfalls darauf abzielten, das marktwirtschaftliche Element in der europäischen Agrarpolitik zu stärken.